# Никола Сариев
Никола Христов Сариев е български политик, кмет на Ботевград в периода 12 септември – средата на декември 1944 г.

## Биография
На 12 септември 1944 г. е назначен за председател на петчленен комитет, който управлява общината до избора на кмет. По това време са преименувани улиците, които са с имена на немски генерали. Разквартирувани са съветски войници и офицери. Осъществяват се строги мерки за спазване на работното време и се подпомагат социално слаби семейства.